# 尼西羅斯島
尼西羅斯島（希臘語：Νίσυρος）是希臘的火山島，位於愛琴海，屬於佐澤卡尼索斯群島的一部分，面積50.06平方公里，海拔高度698米，破火山口寬4公里，2001年人口948。行政上该岛隶属于南愛琴大區科斯专区的尼西罗斯市镇。

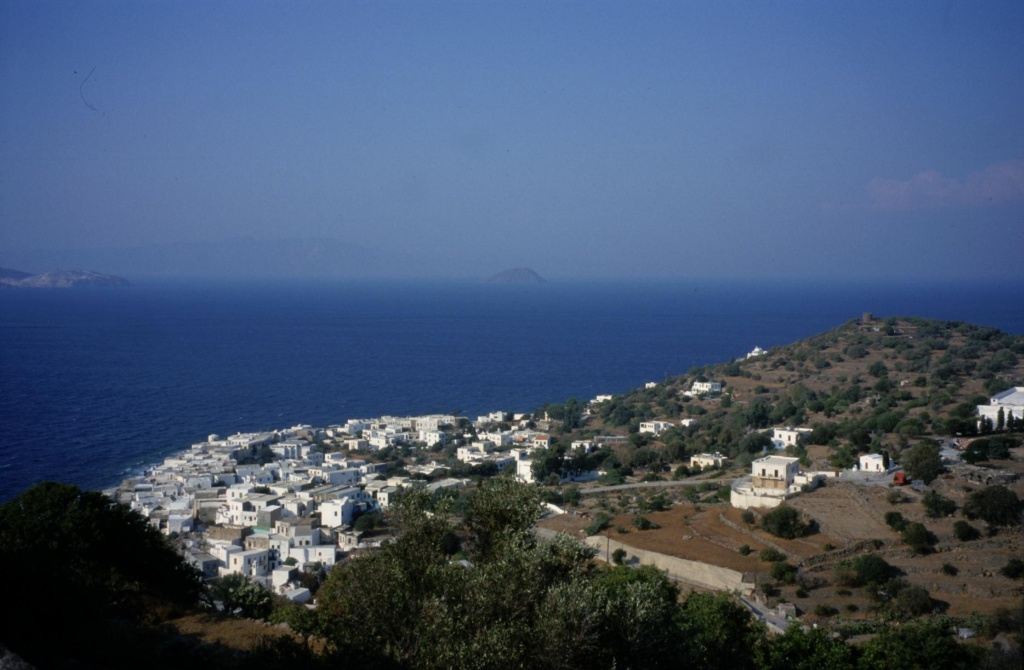
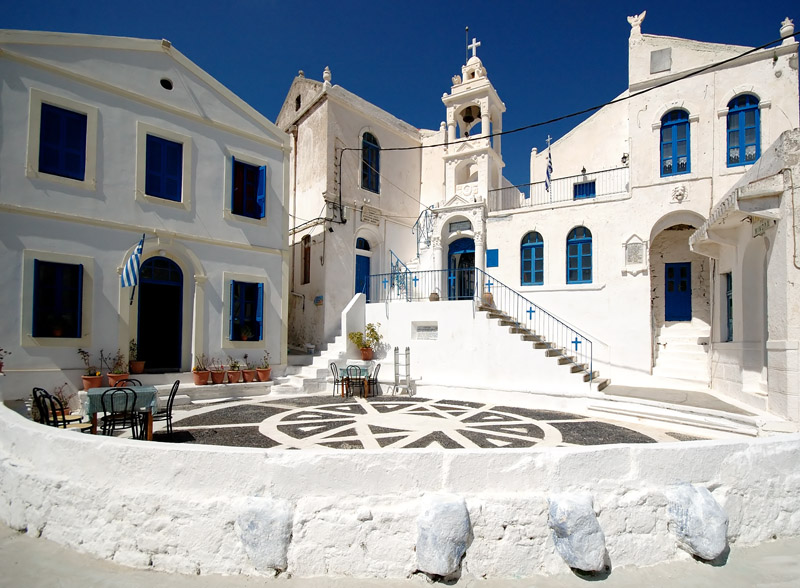
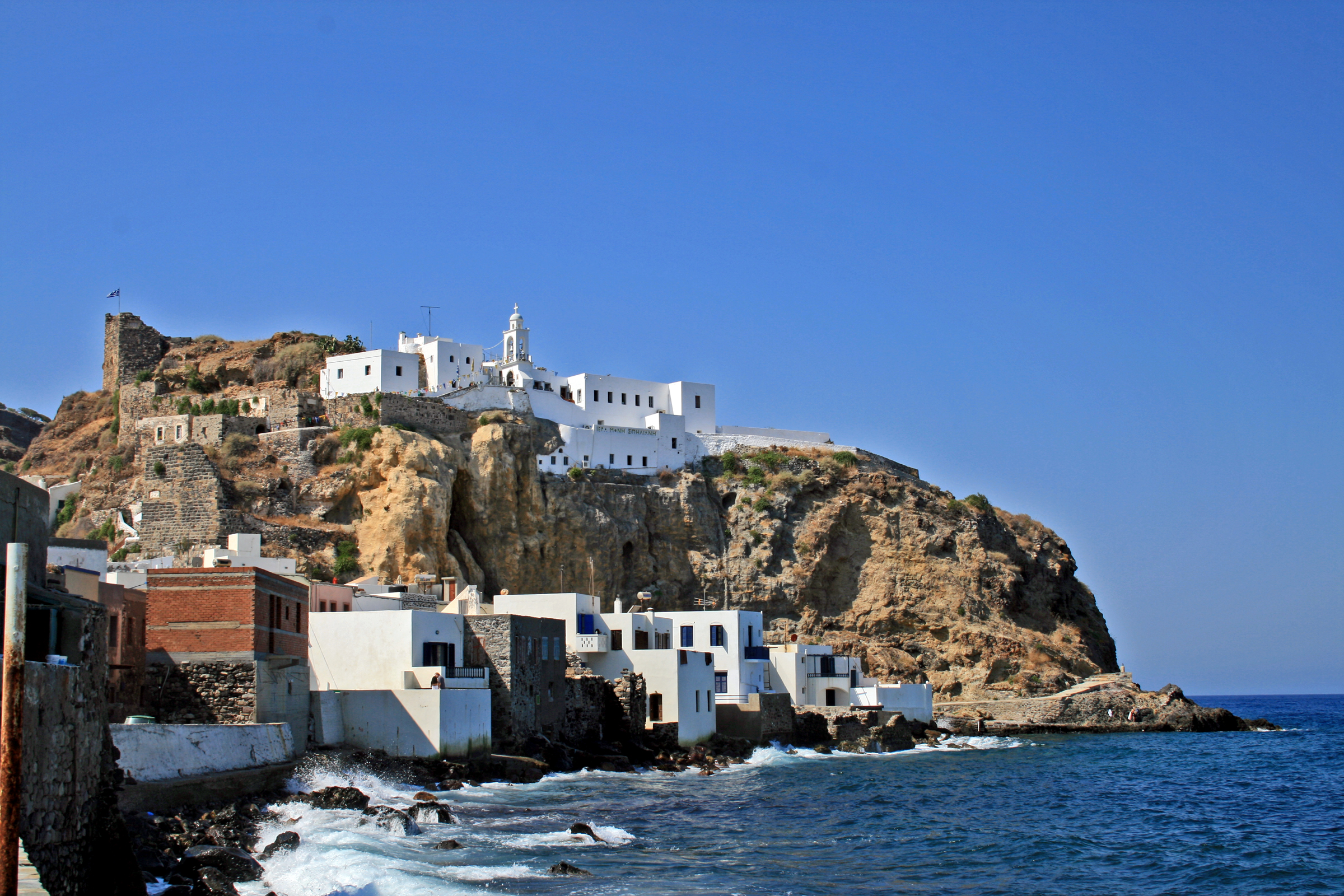
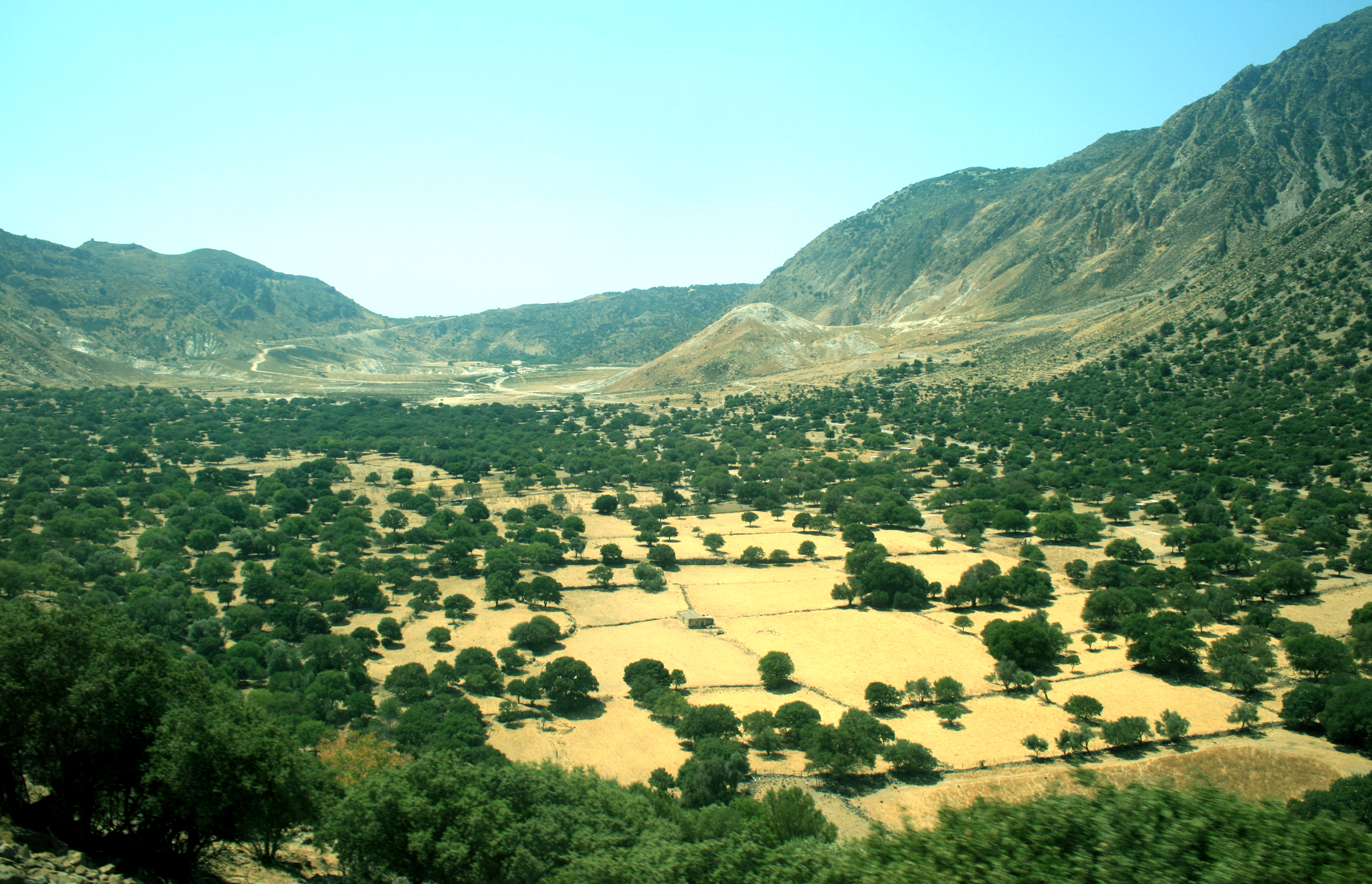
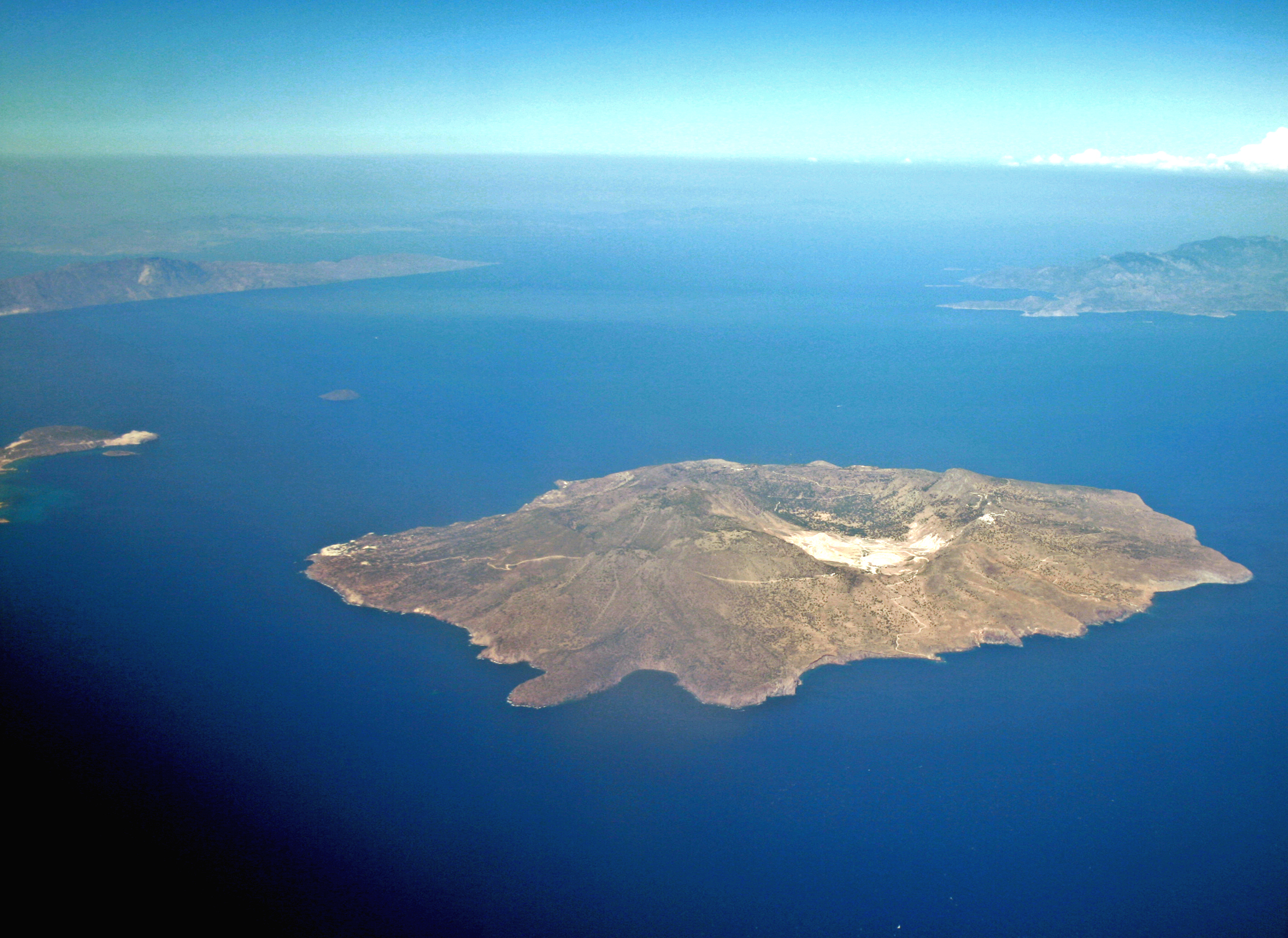
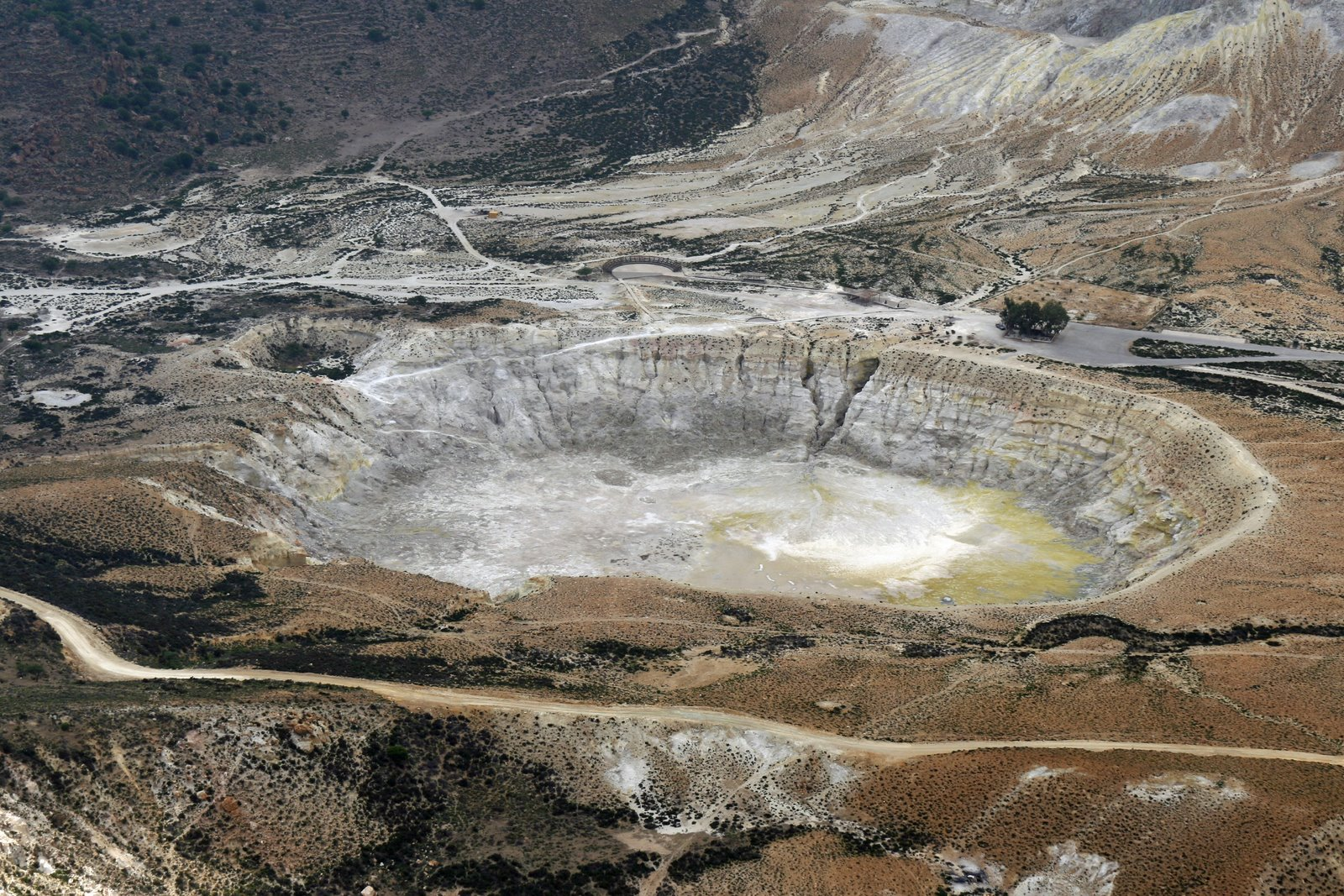
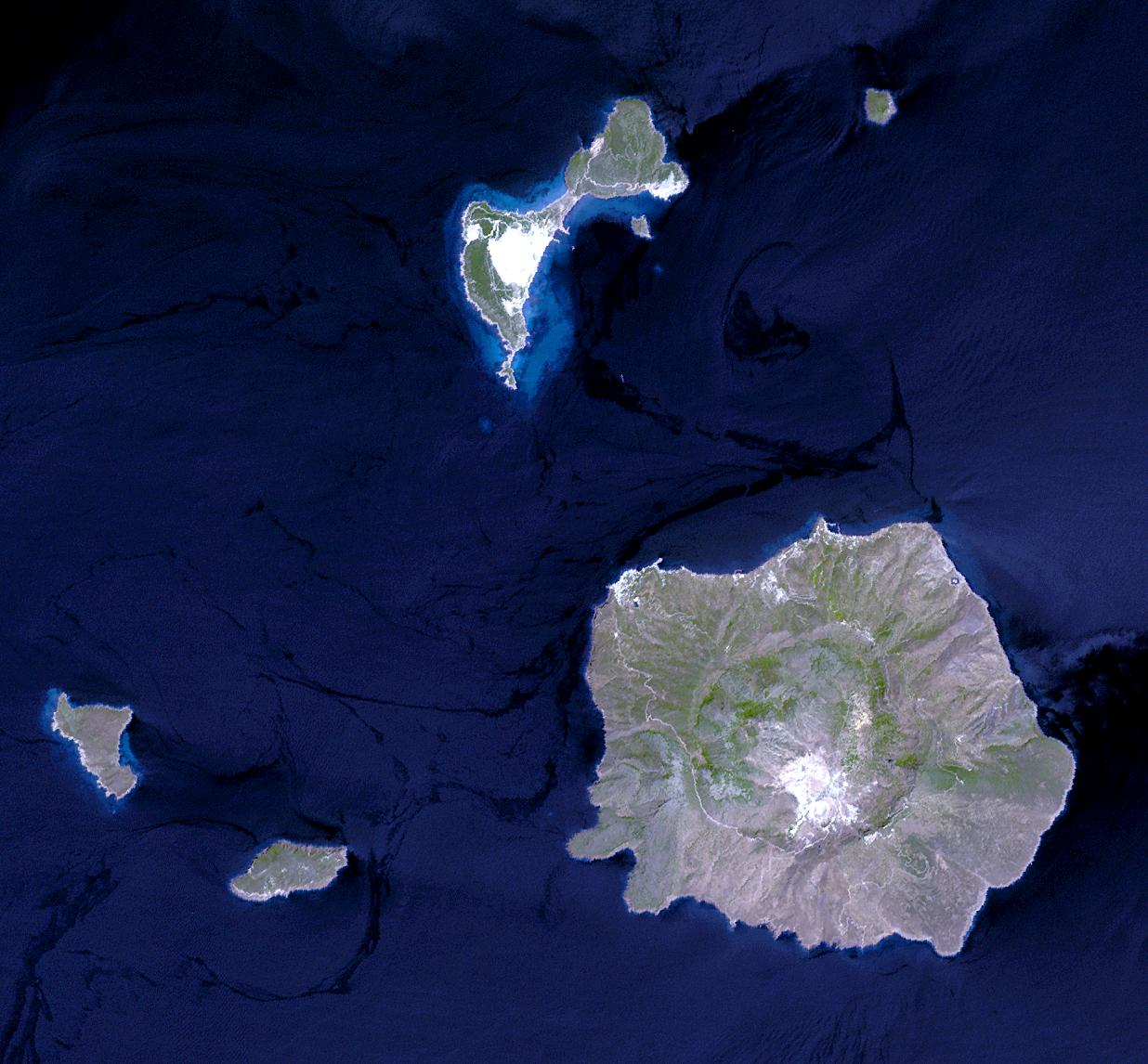

## 外部連結
- 尼西罗斯市镇官方网站 （页面存档备份，存于） （希腊文） （英文）
- Eagle's Nest Car and Bike Rental （页面存档备份，存于）
- Volcano World: Nisyros, Greece （页面存档备份，存于）